# Андро Анна Олексіївна

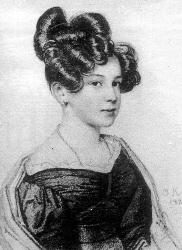
Анна Андро (Оленіна)

Ганна Олексіївна Оленіна (в шлюбі Андро; *11 серпня 1808, Санкт-Петербург — 18 грудня 1888, Корець Рівненської області) — графиня де Ланжерон, дочка президента Петербурзької академії мистецтв Олексія Оленіна, дружина віцепрезидента Польщі Федора Андро (побічний син Олександра Ланжерона), яка багато разів була оспівана російським поетом О. Пушкіним. Черниця, благодійниця.

## З життєпису
Петербурзький дім Оленіних був своєрідним осередком літературного та художнього життя міста — його відвідували Карамзін, Блудов, Гнедич, Міцкевич, Пушкін, Брюлов, Батюшков, Глінка та ін. З родиною Оленіних Пушкін був близький ще від 1818 року. Анна Олексіївна — адресатка «оленінського циклу» віршів Пушкіна: «Я вас любил…», «Что в имени тебе моем», «Не пой красавица при мне», «Ее глаза» тощо.
У 1829 року О. С. Пушкин попросив руки Ганни, але дістав від її матері рішучу відмову. Після смерті Пушкіна, на 32-му році життя, Ганна Оленіна стала дружиною офіцера Лейб-гвардії гусарського полку Ф. А. Андро.
1844 року Ганна Андро разом із чоловіком переїздить до Варшави, де впродовж 14 років він був Президентом Варшави.
У 1885 році, після смерті чоловіка, переїздить до села Середня Деражня, Новоград-Волинського повіту Волинської губернії, в маєток своєї молодшої дочки графині Уварової.
Згодом вона прийняла постриг в Корецькому Свято-Троїцькому жіночому монастирі. Ганна Оленіна була щедрою добродійницею монастиря, якому вона свого часу пожертвувала багато орної землі та ліс, а також дарувала свої кошти на утримання школи-притулку дівчаток-сиріт, що була в той час при монастирі. Анна Андро похована на території монастиря.